# Bundesstaatsklausel
Eine Bundesstaatsklausel ist eine Bestimmung in einem völkerrechtlichen Vertrag, die die Frage der Umsetzungsverpflichtung in Bundesstaat und Staaten, die keine Einheitsstaaten sind, betrifft.

## Bedeutung
Kennzeichen von Bundesstaaten ist die föderale Verteilung der Kompetenz zur Gesetzgebung zwischen Gesamtstaat (Bund) und Gliedstaaten (Länder, Kantone).
Das Völkerrecht jedoch unterscheidet nicht zwischen verschiedenen Staatsformen der einzelnen Völkerrechtssubjekte, d. h. wie die Staatsgewalt im Innern einer Vertragspartei organisiert ist. Demgemäß wird ein Bundesstaat nicht anders bewertet als ein Einheitsstaat. Damit ist jeder vertragsschließende Staat gegenüber den anderen Vertragsparteien unabhängig von der innerstaatlichen Kompetenzverteilung zur innerstaatlichen gesetzlichen Umsetzung (Transformation) der vertraglichen Bestimmungen verpflichtet.
In Gestalt einer Bundesstaatsklausel nimmt ein völkerrechtlicher Vertrag jedoch Rücksicht auf die innerstaatliche Kompetenzordnung, insbesondere eine Aufteilung von Gesetzgebungszuständigkeiten zwischen dem Bund und den Gliedstaaten. Ein Bundesstaat ist danach im Außenverhältnis nur insoweit zur Umsetzung des Vertrags verpflichtet, als er dazu im Innenverhältnis befähigt ist. Rechtliche Folgen entstehen für die Gliedstaaten nicht schon aufgrund des völkerrechtlichen Vertrags, sondern ausschließlich nach Maßgabe des nationalen Verfassungsrechts. Das sind in Deutschland insbesondere die Bestimmungen über die Verteilung der Gesetzgebungskompetenz zwischen Bund und Ländern in Art. 70 ff. GG.
Insoweit die Vertragsmaterie in die Gesetzgebungszuständigkeit der Länder fällt, sind die Länder grundsätzlich zur Erfüllung der Verträge des Bundes verpflichtet. Diese Pflicht beruht auf der Bundestreue. Der Bund kann die Verletzung des Gebots bundesfreundlichen Verhaltens nach Art. 93 Ziff. 3 GG vor dem Bundesverfassungsgericht rügen, ohne dass er vorher den Bundesrat anrufen müsste. Außerdem ist sie im Wege des Bundeszwanges nach Art. 37 GG durchsetzbar. Eine Pflicht der Länder dem Bund gegenüber, die Schulbestimmungen des Reichskonkordats gem. Art. 123 Abs. 2 GG bei ihrer Gesetzgebung zu beachten, wurde vom Bundesverfassungsgericht allerdings verneint.

## Beispiele
Eine Bundesstaatsklausel enthält etwa Art. 41 der Genfer Flüchtlingskonvention:
Art. 41 – Bundesstaatklausel
Bei Bundesstaaten oder Staaten, die nicht Einheitsstaaten sind, werden folgende Bestimmungen angewendet werden:
a) Bezüglich jener Artikel dieses Abkommens, deren Durchführung in die Zuständigkeit der Gesetzgebung des Bundes fällt, werden die Verpflichtungen des Bundes die gleichen sein, wie die solcher Vertragspartner, die nicht Bundesstaaten sind.
b) Bezüglich jener Artikel dieses Abkommens, deren Anwendung in die Zuständigkeit der Gesetzgebung der Gliedstaaten, Provinzen oder Kantone fällt, die nach der Bundesverfassung nicht verpflichtet sind, gesetzliche Maßnahmen zu ergreifen, soll der Bund sobald als möglich und mit einer befürwortenden Einbegleitung die genannten Artikel den zuständigen Behörden der Gliedstaaten, Provinzen oder Kantone zur Kenntnis bringen.
c) Ein Bundesstaat, der Vertragspartner dieses Abkommens ist, soll jedem anderen vertragschließenden Staat auf dessen Ersuchen, das ihm vom Generalsekretär der Vereinten Nationen übermittelt wurde, eine Zusammenstellung der Gesetze und praktischen Durchführungsmaßnahmen des Bundes oder der Gliedstaaten, betreffend die eine oder die andere Bestimmung des Abkommens, zusenden, in der dargestellt wird, inwieweit die betreffende Bestimmung durch einen Akt der Gesetzgebung oder auf andere Weise in die Tat umgesetzt wurde.
Ähnlich ist die Formulierung in Art. 34 der Welterbekonvention.